# Йозеф Буршик

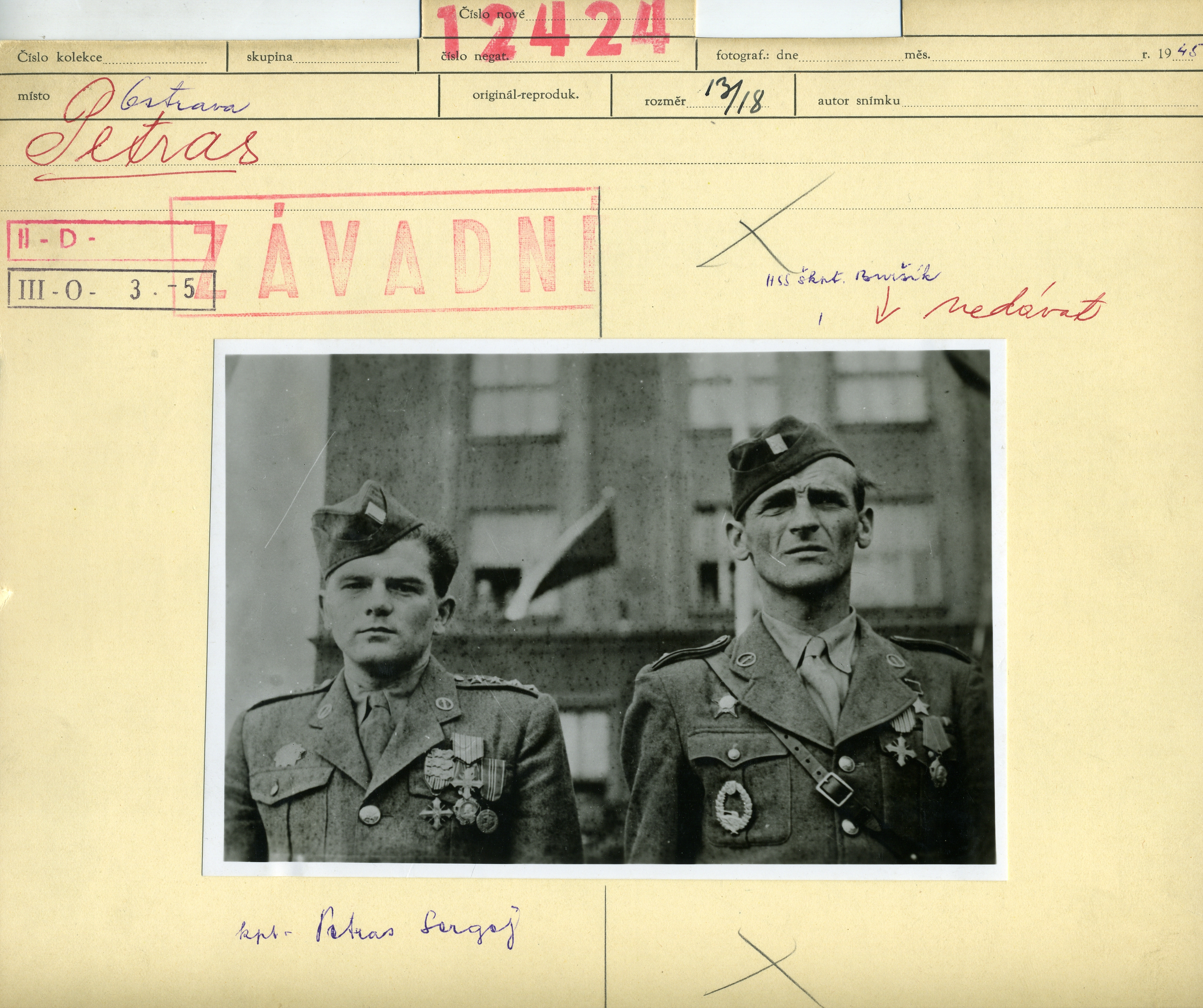
Картка з фотографією škpt. Сергій Петрас і кап. Йозеф Буршик. Фото зроблено під час військового параду в Остраві, 1945 рік.

Йозеф Буршік, чеськ. Josef Buršík (нар. 11 вересня 1911 — 30 червня 2002) — Герой Радянського Союзу (1943), в роки Другої світової війни командир танкової роти танкового батальйону 1-ї окремої чехословацької піхотної бригади у складі 51-го стрілецького корпусу 38-ї армії 1-го Українського фронту, підпоручик.

## Біографія
Народився 11 вересня 1911 року в Чехії. Коли гітлерівські війська окупували його батьківщину, емігрував в 1939 році в Польщу, щоб продовжити боротьбу в Чехословацькому легіоні. З початком 2-ї світової війни, при відступі опинився на території, зайнятій Червоною Армією. Був поміщений в табір для інтернованих осіб, але потім перевезений в місто Бузулук Оренбурзької області і в 1942 році вступив у 1-й окремий чехословацький батальйон, сформований з чехословацьких добровольців під командуванням полковника Людвіка Свободи. Закінчив Тамбовську танкову школу.
Відзначився в боях за Київ. 5 листопада 1943 року, танки «Т-34» його роти з автоматниками танкового батальйону, наступали вздовж Житомирського шосе і до 16 години вийшли до заводу «Більшовик». Танки «Соколово», «Яношік» і «Лідіце» обійшли завод. За передніми танками йшла «тридцятьчетвірка» Й. Буршика — «Жижка». Перед самим заводом до «Жижки» підбігли двоє дівчат і повідомили, що територія заводу зайнята гітлерівцями, і показали замасковану вогневу позицію батареї противника. Декількома влучними пострілами танкових гармат протитанкова батарея ворога була знищена. Танк «Жижка» командира роти Й. Буршика розбив ворота заводу, знищив ворожий бронетранспортер з боєприпасами, а танки роти «Лідіце», «Яношік» і «Соколово» блокували завод зовні, автоматники ротмістра Бернарда Бражина зайняли всі заводські об'єкти.
Указом Президії Верховної Ради СРСР від 21 грудня 1943 року за «вміле командування танковою ротою і проявлені мужність і героїзм у боях з німецько-фашистськими загарбниками» громадянину Чехословаччини підпоручику Буршіку Йозефу присвоєно звання Героя Радянського Союзу з врученням ордена Леніна і медалі «Золота Зірка» (№ 1692).
У наступні роки Йозеф Буршик воював під Білою Церквою, Жашковом. У складі створеного весною 1944 року 1-го Чехословацького армійського корпусу він брав участь в Карпатсько-Дуклінській операції військ 1-го Українського фронту, воював у Словаччині та Моравії до повного вигнання німців та окупації Чехословаччини радянськими військами. Капітан Й. Буршик закінчив війну на посаді командира 2-го танкового батальйону 1-ї Чехословацької танкової бригади.
У 1949 році Й. Буршик був засуджений на 10 років з політичних мотивів. Потрапивши в госпіталь з важкою формою туберкульозу, йому вдалося втекти і емігрувати до Великої Британії. Там він пройшов курс лікування, переніс дві операції. За особистим побажанням королеви Єлизавети II Буршику було даровано громадянство Великої Британії, від якого він відмовився. Оцінивши цей благородний вчинок, королева наділила Й. Буршика всіма правами громадянина Сполученого Королівства.
У 1990 році, після «оксамитової революції» у Чехословаччині, він був реабілітований і отримав чин генерал-майора Чеської Народної Армії.
Помер 30 червня 2002 року в британському Нортгемптоні, де і похований.
Нагороджений орденом Леніна (№ 16279), орденами Суворова 3-го ступеня (№ 12600), Червоної Зірки, чехословацькими орденами, в тому числі Чехословацьким Військовим Хрестом 1939 року, медалями.